# Il giovane Wallander
Il giovane Wallander  è una serie britannico-svedese trasmessa da Netflix nel 2020, che vede come protagonista il celebre commissario creato da Henning Mankell.

## Trama
Ambientata ai giorni nostri, nella città svedese di Malmö la serie si configura come una sorta di prequel dell’ambizioso poliziotto alle prime armi Kurt Wallander, giovane in piena esperienza formativa. Il personaggio appare ancora da forgiare ma fortemente animato da un elevato senso di giustizia nel tentativo di sgominare una complessa rete criminale con crescenti tensioni sociali legate al tema dell'immigrazione in Svezia.

## Episodi
| Stagione         | Episodi | Prima TV originale | Prima TV Italia |
| ---------------- | ------- | ------------------ | --------------- |
| Prima stagione   | 6       | 2020               | 2020            |
| Seconda stagione | 6       | 2022               | 2022            |

## Produzione
Nonostante la serie sia ambientata a Malmö, le riprese sono state effettuate a Vilnius, in Lituania. Le riprese sono iniziate l'11 settembre 2019. Nel novembre 2020 Netflix ha annunciato il rinnovo della serie per una seconda stagione.